# Orthonops giulianii
Orthonops giulianii is een spinnensoort in de taxonomische indeling van de Caponiidae.
Het dier behoort tot het geslacht Orthonops. De wetenschappelijke naam van de soort werd voor het eerst geldig gepubliceerd in 1995 door Norman I. Platnick.